# Voblast de Polésie
1938–1954
La voblast de Polésie (en biélorusse : Палеская вобласьць, Paleskaïa voblasts) ou oblast de Polésie (en russe : Полесская область, Polesskaïa oblast) est une division territoriale et administrative de la république socialiste soviétique de Biélorussie, en Union soviétique. Elle recouvrait une partie de la région historique de Polésie. Créée en 1938, elle fut supprimée en 1954. Sa capitale administrative était la ville de Mazyr.

## Histoire
La voblast de Polésie fut créée le 15 janvier 1938 par une loi modificative de la Constitution soviétique qui précise dans son article 29 que « la République socialiste soviétique de Biélorussie se compose des oblasts de Vitebsk, Gomel, Minsk, Moguilev, Polésie. »  
Le 1er janvier 1941, un décret du Présidium du Soviet suprême de la RSS de Biélorussie subdivisa la voblast en 17 raïons. 
De juin 1941 à juillet 1944, la voblast de Polésie fut occupée par l'Allemagne nazie et rattachée au Reichskommissariat Ostland. Elle fut rétablie après la reconquête de la Biélorussie par l'Armée rouge.
Le 20 septembre 1944, la voblast de Polésie fut amputée d'une partie de son territoire par le rattachement des raïons d'Aktsiabarski et de Hlousk  à la nouvelle voblast de Babrouïsk.
Le 8 janvier 1954, à la suite d'une réforme administrative de la RSS de Biélorussie, la voblast de Polésie fut supprimée et son territoire rattaché à la voblast de Homiel.

## Géographie
La voblast couvrait une superficie de 26 000 km2. En 1940, elle était bordée au nord par la voblast de Minsk et la voblast de Moguilev, à l'est par la voblast de Homiel, au sud par la RSS d'Ukraine et à l'ouest par la voblast de Pinsk.

## Population
Sa population s'élevait à 672 400 habitants au recensement soviétique de 1939. 

## Source
- (ru) Cet article est partiellement ou en totalité issu de l’article de Wikipédia en russe intitulé « Полесская область » (voir la liste des auteurs).

## Note
1. ↑  Elle était limitée à l'ouest par la Pologne jusqu'à l'invasion et à l'annexion de la partie orientale de ce pays par l'Union soviétique, en septembre-novembre 1939.